# Матіас Рохас
Матіас Рохас (ісп. Matías Rojas, нар. 3 листопада 1995, Асунсьйон) — парагвайський футболіст, півзахисник американського клубу «Інтер» (Маямі) та національної збірної Парагваю. Відомий також за виступами в низці парагвайських і закордонних клубів.

## Клубна кар'єра
Матіас Рохас народився 1995 року в місті Асунсьйон, та є вихованцем футбольної школи клубу «Серро Портеньйо». Дорослу футбольну кар'єру розпочав 2014 року в основній команді того ж клубу, в якій грав до 2016 року, взявши участь у 31 матчі чемпіонату. У 2016 році керівництво клубу вирішило віддати Рохаса в оренду до аргентинського клубу «Ланус», а в 2018—2019 році футболіст грав у оренді в іншому аргентинському клубі «Дефенса і Хустісія».а
У 2019 році парагвайський півзахисник вже на правахпостійного контракту перейшов до аргентинського клубу «Расінг» (Авельянеда), у складі якого грав до 2023 року. Протягом 2023—2024 років Рохас захищав кольори бразильського клубу «Корінтіанс». З 2024 року парагвайський футболіст грає у складі клубу MLS «Інтер» (Маямі). Станом на 29 жовтня 2024 року відіграв за маямську команду 14 матчів у чемпіонаті.

## Виступи за збірну
2019 року дебютував в офіційних матчах у складі національної збірної Парагваю. У складі збірної був учасником розіграшу Кубка Америки 2019 року у Бразилії та розіграшу Кубка Америки 2024 року у США. Станом на кінець жовтня 2024 року зіграв у складі національної збірної 21 матч, в яких відзначився 1 забитим м'ячем.